# Grup Dwyka
El Grup Dwyka és un dels quatre grups geològics que componen el Supergrup del Karoo. És el grup geològic més baix i anuncia l'inici de la sedimentació del Supergrup del Karoo. A partir de la posició estratigràfica, la correlació litostratigràfica i les anàlisis palinològiques, aquests estrats de Karoo més baixos oscil·len entre el Carbonífer tardà (Pennsilvanià) i el Permià primerenc.

## Antecedents
Al començament de la deposició del grup Dwyka, es creu que el desenvolupament del sistema d'vantpaís del supergrup del Karoo havia començat aproximadament 30 milions d'anys abans. Aquest sistema d'avantpaís va ser causat per l'aixecament de l'escorça que abans havia començat a prendre curs a causa de la subducció de la placa paleopacífica sota la placa de Gondwana. Això va donar lloc a l'ascens de la serralada Gondwanide en el que es coneix com l'orogènesi gondwaniana. La continuació dels polsos orogènics de la creixent cadena de muntanyes Gondwanides i la subducció associada van crear un espai d'allotjament per a la sedimentació a la conca del Karoo que s'estenia al llarg d'un abeurador de tendència d'est a oest. La formació de la conca de Karoo va donar lloc a la preservació de les roques del grup Dwyka i de totes les roques successives que formen el gran supergrup del Karoo. L'Àfrica Austral en aquest moment formava part del supercontinent Gondwana, i estava situat sobre el Cercle polar antàrtic en aquest moment. El resultat va ser el desenvolupament de l'entorn glacial Permocarbonífer on les capes de gel massives van enterrar la conca inicial del Karoo a les terres altes circumdants i glaceres permanents i flotants a les terres baixes.

## Extensió geogràfica
Les formacions geològiques del grup Dwyka es restringeixen a les vores de la conca Karoo i assoleixen el seu major gruix en els seus dipòsits meridionals a aproximadament 800 m, aprimant-se progressivament cap al nord. Al sud es coneixen afloraments i exposicions de Prince Albert, Matjiesfontein, Laingsburg, Sutherland i fins al sud fins a Worcester. Les exposicions de l'oest al nord es coneixen de Calvinia, Carnarvon, Kimberley i després de Vryheid i Durban a l'est.
Els dipòsits del grup Dwyka també es troben fora i al nord de la conca Karoo. Aquests dipòsits que es troben al nord de la conca Karoo es troben com la formació geològica més baixa de les conques de Springbok Flats, Tshipise, el nord de Lebombo, Tuli i Ellisras (Lephalale) al nord-nord-est de Sud-àfrica.
Als seus dipòsits del sud, l'oest i l'est, el grup Dwyka se situa de manera conformada a les roques del supergrup del Cap, que inclou el Cinturó de plegament del Cap i el supergrup Natal. També sobreposa de manera disconforme la província metamòrfica de Namaqua-Natal en algunes localitats de l'oest-nord-oest de Sud-àfrica. Els seus dipòsits al nord i al nord-est de la conca Karoo i tots els dipòsits que es troben al nord de la conca Karoo se situen de manera disconforme al supergrup Transvaal, al grup Ventersdorp o a les roques del basament arqueà i proterozoic. A totes les localitats sud-africanes, el grup Dwyka és la base de les roques del grup Ecca.
L'abast geogràfic del grup Dwyka és gran i els seus dipòsits també es troben en altres localitats de l'Àfrica Austral. Els dipòsits d'edat de Dwyka que es considera que es correlacionen en edat amb els que es troben a Sud-àfrica s'han localitzat al sud de les conques de Karasburg i Okavango del sud de Namíbia, dins i al voltant del canó del riu Fish, a la conca de Huab, al nord-oest de Namíbia. Conques de Waterberg i Owambo al nord de Namíbia, la formació Dukwi de la conca del Kalahari de Botswana i la conca de Save al sud-est de Zimbàbue.

## Unitats estratigràfiques
Els dipòsits del grup Dwyka s'han classificat segons els trobats com a part de la conca Karoo i les formacions més petites que es troben a diferents conques al nord de la conca Karoo. A la conca Karoo, el grup Dwyka és conegut per dues fàcies litològiques distintives. Aquestes dues fàcies estan representades als seus dipòsits nord i sud respectivament i es reconeixen com les dues formacions geològiques següents:
- Les formacions Elandsvlei són les fàcies del sud i es considera que representa els dipòsits més antics del sistema d'avantpaís Karoo. Aquesta part està restringida a les zones del sud de Sud-àfrica i es caracteritza per diamictites uniformes, altes, massives i pobres en clasts i dipòsits de fang més rars. Les diamictites són altament compactades i es superposen a diamictites estratificades i fangs. Les fàcies del sud s'interpreta com a dipòsits de suspensió o de fusió que es van dipositar en pluges subglacials o subaquòtiques de baixa energia des de capes de gel semiterrades o flotants. Tota la sedimentació es va produir sota la superfície de l'aigua en un medi marí profund. Més evidència que ho avala és que sovint es troben turbidites als dipòsits de la Formació Elandsvlei.[12][13]

- Les formacions Mbizane són les fàcies del nord i es consideren que representen els dipòsits de protuberància del sistema de protuberància del Karoo. Aquesta part de la formació es limita a les seccions nord i nord-est de la conca Karoo. Està compost per fangs i argilosos de llit prim, conglomerats estratificats, gresos de còdols i diamictites. Les diamictites d'aquesta formació es diferencien aquí per ser molt riques en clasts amb molt poques diamictites massives trobades. Els clasts provenien de material erosionat de les roques del soterrani molt més antigues i comprenen nombrosos tipus de roques diferents. Aquests inclouen quarsites, quars venat, cuirassa ferruginosa ratllada, dolomia, gneis, granit i laves amigdaloïdals. Actualment s'accepta que la fàcies del nord representa dipòsits de farciment de vall, ventalls de desbordament proglacials i dipòsits subglacials de til·lita deixats per les glaceres continentals que es retiren cap al sud de la conca Karoo inicial. D'aquesta formació es coneixen paviments glacials on es deixen estries a la superfície de les roques del soterrani en nombroses localitats.[14][15][16][17][18][19]

Al nord de la conca Karoo aflora una altra formació geològica que es correlaciona en edat amb els principals dipòsits envellits de Dwyka de la conca Karoo. Aquesta formació és la unitat més baixa de les conques Springbok Flats, Tshipise, Lebombo septentrional, Tuli i Ellisras (Lephalale). Aquesta formació geològica es reconeix i es diferencia a continuació a causa de les seves fàcies litològiques úniques dels seus homòlegs principals de la conca Karoo:
- Formació Tshidzi: els dipòsits d'aquesta formació representen dipòsits de conca de reflux del sistema d'avantpaís Karoo. A les conques de Tshipise i Tuli, aquesta formació se coneix com la Formació Madzaringwe. Aquesta formació està formada per fangs de còdols que estan intercalats amb diamictites principalment de gra gruixut. Aquests dipòsits es consideren fàcies lacustres, que mostren que els sediments rocosos es van dipositar en llacs glacials o periglacials. Es considera que els dipòsits més septentrionals del grup Dwyka eren més propers a la línia de costa del mar interior poc profund que estava present en aquest moment a l'Àfrica Austral.[23]

## Paleontologia
El grup Dwyka és conegut principalment per la fusta petrificada que augmenta la diversitat d'espècies en les seqüències més joves.
L'entorn fred i glacial on es van dipositar les roques sedimentàries del grup Dwyka no era propici per a una gran diversitat vegetal. Les espècies de fusta fòssil identificades inclouen licopodis, especialment de les conques de Karasburg, Okavango i Huab a Namíbia. S'han trobat impressions de fulles de Glossopteris, les restes petrificades de Dadoxylon, copròlits, pol·len fòssil i traces fòssils de peixos ossis, crustacis i altres artròpodes del grup Dwyka i formacions geològiques correlacionades d'altres conques.